# Leptophilypnus guatemalensis
Leptophilypnus guatemalensis is een straalvinnige vissensoort uit de familie van de slaapgrondels (Eleotridae). De wetenschappelijke naam van de soort is voor het eerst geldig gepubliceerd in 2006 door Thacker & Pezold.